# Takt motora
Takt motora je dio radnog ciklusa motora u kojem se odvija određen proces, kao što su usis, kompresija, ekspanzija i ispuh. Ako promatramo teoretski motore, tada se jedan takt može izjednačiti s stapajem, tako da je svaki stapaj jedan takt. Ovaj se princip odnosi i na dvotaktni i na četverotaktni motor, bez obzira na vrstu procesa. 
Stvarno stanje je različito od teoretskog stanja, te trajanje jednog takta nije jednako trajanju stapaja. U stvarnom motoru, početak izgaranja koji spada u takt ekspanzije se dešava prije GMT, a to vrijedi i za druge taktove. Vrijeme trajanja takta je većinom duže od stapaja, a postoji i područje preklapanja, tj. područje kada jedan takt nije još završio, a drugi takt je već počeo.